# Tenderness (album van Duff Mckagan)
Tenderness is het derde soloalbum van Duff McKagan en is uitgebracht op 31 mei 2019.

## Tracklist
| Nr. | Titel                 | Lengte |
| --- | --------------------- | ------ |
| 1   | Tenderness            | 4:03   |
| 2   | It's Not Too Late     | 4:09   |
| 3   | Wasted Heart          | 4:41   |
| 4   | Falling Down          | 3:11   |
| 5   | Last September        | 6:21   |
| 6   | Chip Away             | 3:22   |
| 7   | Cold Outside          | 4:42   |
| 8   | Feel                  | 4:38   |
| 9   | Breaking Rocks        | 3:03   |
| 10  | Parkland              | 3:35   |
| 11  | Don't Look Behind You | 6:14   |